# Etiopski Ludowo-Rewolucyjny Front Demokratyczny
Etiopski Ludowo-Rewolucyjny Front Demokratyczny – etiopska partia polityczna założona w 1989 roku przez późniejszego prezydenta i premiera Etiopii Melesa Zenawiego.

## Historia
Ugrupowanie zostało założone w 1989 roku jako koalicja kilku ugrupowań zbrojnej opozycji toczących walki z juntą wojskową w ramach wojny domowej. Cechą łączącą ugrupowania członkowskie były poglądy charakterystyczne dla lewicy rewolucyjnej. Koalicja zdominowana była przez Tigrajski Ludowy Front Wyzwolenia, pozostałymi członami grupy był między innymi Erytrejski Ludowy Front Wyzwolenia. Przyjęła początkowo ideologiczną linię marksizmu-leninizmu, którą odrzuciła w 1990 roku na skutek rozpadu bloku wschodniego. W 1991 roku oddziały koalicji zajęły stolicę kraju i zmusiły przywództwo junty do ucieczki z kraju. Równocześnie Front objął władzę w kraju. Od chwili upadku junty stanowi ugrupowanie nieprzerwanie rządzące (wybory w 1995, 2000, 2005, 2010 i 2015). W trakcie rządów ugrupowanie porzuciło dawne skrajnie lewicowe poglądy i prowadziło politykę gospodarczą opartą na kapitalizmie państwowym, którego zręczna polityka przyczyniła się do szybkiego wzrostu gospodarczego.

### Przewodniczący
- 1989–2012 Meles Zenawi
- 2012–2018 Hajle Marjam Desalegne
- od 2018 Abiy Ahmed Ali

## Poparcie
| Wybory | Poparcie | Zmiana punktów procentowych | Mandaty | Zmiana |
| ------ | -------- | --------------------------- | ------- | ------ |
| 1995   | 90,1%    | -                           | 493     | -      |
| 2000   | 87,9%    | 2                           | 481     | 12     |
| 2005   | 59,8%    | 28                          | 327     | 154    |
| 2010   | 91,2%    | 31                          | 499     | 172    |
| 2015   | 91,4%    | 0,2                         | 500     | 1      |